# Ferdinand Frederik van Anhalt-Köthen
Ferdinand Frederik (Pleß, 25 juni 1769 - Köthen (Anhalt), 23 augustus 1830) was van 1818 tot 1830 hertog van Anhalt-Köthen.
Hij was de zoon van Frederik Erdmann, vorst van Anhalt-Köthen-Pleß, en Louise Ferdinanda van Stolberg-Wernigerode. Hij nam in 1786 dienst in het leger van Pruisen, waar hij tot de rang van generaal-majoor opklom en in de Eerste Coalitieoorlog aan de Rijn streed. Na de dood van zijn vader in 1797 erfde hij Pleß, waar hij sindsdien meestal verbleef, maar in 1806 nam hij weer dienst in het leger. In de Zesde Coalitieoorlog van 1813 leidde hij de Silezische landstorm.
Ferdinand huwde op 20 augustus 1803 met Louise van Sleeswijk-Holstein-Sonderburg-Beck, maar zij stierf al op 24 november van datzelfde jaar. In 1816 trad hij in het huwelijk met Julie von Brandenburg, dochter van Frederik Willem II van Pruisen en Sophie von Dönhoff. Dit huwelijk bleef kinderloos.
Hij erfde in 1818 het hertogdom Anhalt-Köthen, toen in dat jaar die linie met hertog Lodewijk August uitstierf. Pleß stond hij hierna af aan zijn jongere broer Hendrik. Het conflict met Pruisen over de invoerrechten en accijnzen wist hij in 1828 met hulp van de Bondsdag te slechten door een overeenkomst tussen zijn land, Pruisen en Anhalt-Dessau. Hij bekeerde zich op een reis naar Parijs met zijn echtgenote in 1825 tot het katholicisme. Zijn pogingen zijn protestantse landskerk naar katholiek model hiërarchisch te hervormen wekte veel ontevredenheid. Na zijn kinderloze dood in 1830 werd hij opgevolgd door zijn broer Hendrik.